# Cetățuia (gmina Vela)
Cetățuia – wieś w Rumunii, w okręgu Dolj, w gminie Vela. W 2011 roku liczyła 129 mieszkańców.